# Inter Zaprešić
Nogometni klub Inter Zaprešić – chorwacki klub piłkarski z siedzibą w Zaprešiciu. Został założony w 1929 roku.

## Historia
Klub został założony w 1929 roku. Podczas gry w lidze Jugosławii klub nosił, wywodzącą się od swojego sponsora, nazwę "Jugokeramika". W 1990 roku klub zmienił nazwę na "NK Inker Zaprešić", a od 2003 nosi obecną.
Gdy powstała liga chorwacka w 1991 klub od początku grał w niej. Największym sukcesem było zdobycie Pucharu Chorwacji w 1992 roku a także zwycięstwo w turnieju "Slobodna Hrvatska" w 1991 roku. W sezonie 2004/2005 klub zdobył wicemistrzostwo ligi chorwackiej. Obecnie Inter gra w 2. HNL.

### Chronologia nazw
- 1929: Nogometni klub (NK) Sava Zaprešić
- 1932: Nogometni klub (NK) Jelačić Zaprešić
- 1945: Nogometni klub (NK) Zaprešić
- 1962: Nogometni klub (NK) Jugokeramika Zaprešić
- 1991: Nogometni klub (NK) Inker Zaprešić
- 2003: Nogometni klub (NK) Inter Zaprešić

## Stadion
NK Inter Zaprešić gra na stadionie NK Inter Zaprešić, którego pojemność liczy 8.000 widzów.

## Skład na sezon 2015/2016
| Nr | Poz. | Piłkarz               |
| -- | ---- | --------------------- |
| 1  | BR   | Ivan Čović            |
| 12 | BR   | Josip Posavec         |
| 23 | BR   | Nikola Rihtar         |
| 4  | OB   | Silvije Begić         |
| 5  | OB   | Luka Kunštić          |
| 6  | OB   | Jefthon               |
| 7  | OB   | Josip Šoljić          |
| 13 | OB   | Ivan Čeliković        |
| 15 | OB   | Mislav Komorski       |
| 21 | OB   | Luka Miletić          |
| 25 | OB   | Marko Ćosić (kapitan) |
| 34 | OB   | Petar Bočkaj          |
| 8  | PO   | Frano Mlinar          |
| 10 | PO   | Ivan Blažević         |
| 14 | PO   | Dejan Čabraja         |

| Nr | Poz. | Piłkarz            |
| -- | ---- | ------------------ |
| 18 | PO   | Matija Soldo       |
| 20 | PO   | Josip Jurjević     |
| 22 | PO   | Ivan Parlov        |
| 24 | PO   | Josip Šoljić       |
| 26 | PO   | Luka Bilobrk       |
| 27 | PO   | Andrea Ottochian   |
| 28 | PO   | Tomislav Mazalović |
| 29 | PO   | Tomislav Hanžek    |
| 31 | PO   | Driton Camaj       |
| 9  | NA   | Dominik Radić      |
| 11 | NA   | Dominik Glavina    |
| 19 | NA   | Marin Zulim        |
| 30 | NA   | Ilija Nestorowski  |
| 32 | NA   | Matej Glasnović    |
| 33 | NA   | Darijo Čavar       |

## Europejskie puchary
Legenda do wszystkich tabel:
- Q – runda eliminacyjna, 1/16, 1/8, 1/4, 1/2 – odpowiednia faza rozgrywek, Grupa – runda grupowa, 1r gr – pierwsza runda grupowa, 2r gr – druga runda grupowa, F – finał, R – runda, PO – play-off
- k. – rzuty karne, los. – losowanie, Dogr. – dogrywka, w. – zasada bramek strzelonych na wyjeździe

| Sezon   | Rozgrywki   | Runda | Klub             | Dom | Wyjazd | Ogólnie |
| ------- | ----------- | ----- | ---------------- | --- | ------ | ------- |
| 2005/06 | Puchar UEFA | 2Q    | FK Crvena zvezda | 1–3 | 0–4    | 1–7     |